# Anidulafungina
Anidulafungina (łac. anidulafunginum) – organiczny związek chemiczny, antybiotyk przeciwgrzybiczy z nowej grupy echinokandyn, stosowany w leczeniu grzybic układowych.

## Mechanizm działania
Anidulafungina to półsyntetyczna pochodna antybiotyku lipopeptydowego, echinokandyny B, który jest produktem fermentacji grzyba Aspergillus nidulans. Anidulafungina, podobnie jak inne echinokandyny, działa grzybobójczo poprzez selektywne hamowanie syntazy β-(1,3)-D-glukanu. Enzym ten występuje wyłącznie w ścianie komórkowej grzybów i jest niezbędny do syntezy β-(1,3)-D-glukanu, który jest istotnym jej składnikiem.
Anidulafungina jest aktywna wobec drożdżaków z rodzaju Candida (również tych opornych na flukonazol):
- C. albicans[5],
- C. glabrata,
- C. parapsilosis,
- C. tropicalis.

oraz wobec obszarów aktywnego wzrostu komórek w grzybni u Aspergillus fumigatus.

## Farmakokinetyka[6][7]
Po podaniu dożylnym anidulafungina bardzo szybko (0,5–1 godzina) znika z krążenia obwodowego i przenika do tkanek. Nie wiadomo, czy lek przechodzi przez barierę krew-mózg. Lek wiąże się z białkami osocza niemal całkowicie.
Anidulafungina nie jest metabolizowana w wątrobie, lecz ulega powolnemu rozpadowi w warunkach fizjologicznej temperatury organizmu i pH. Powstaje w ten sposób peptyd z otwartym pierścieniem, który nie wykazuje żadnego działania farmakologicznego. Peptyd ten jest następnie rozkładany i wydalany z żółcią. Okres półtrwania pojedynczej dawki leku wynosi 24 godziny.
Anidulafungina wydalana jest głównie w postaci metabolitów z kałem w ciągu 9 dni od podania leku. Mniej niż 10% wydalane jest w postaci niezmienionej.

## Wskazania
Anidulafungina jest wskazana w leczeniu kandydemii i innych zakażeń wywołanych przez Candida u pacjentów bez neutropenii.

## Przeciwwskazania
- nadwrażliwość na substancję czynną, inne echinokandyny lub jakikolwiek składnik preparatu,
- ciąża i okres karmienia piersią (przeciwwskazanie względne).

## Ostrzeżenia specjalne
1. Nie ustalono skuteczności stosowania anidulafunginy u chorych z neutropenią i kandydemią oraz u pacjentów z ropniem wewnątrzbrzusznym, zapaleniem otrzewnej, zapaleniem wsierdzia, zapaleniem kości i szpiku, zapaleniem opon mózgowo-rdzeniowych wywołanymi przez Candida. Skuteczność anidulafunginy w leczeniu zakażeń C. krusei również nie została potwierdzona[10].
2. Anidulafungina może powodować wzrost aktywności aminotransferaz. Chorzy, u których wzrosła aktywność enzymów wątrobowych, powinni być monitorowani w kierunku pogorszenia pracy wątroby, szczególnie w przypadku podawania innych niż anidulafungina leków przeciwgrzybiczych.
3. Anidulafungina przygotowana do iniekcji zawiera 24% obj. etanolu.

## Interakcje
Badania in vitro wskazują na brak interakcji między lekami podawanymi w trakcie leczenia anidulafunginą. Wydaje się, że lek nie jest substratem, induktorem lub inhibitorem cytochromu P450.

## Działania niepożądane
Nie pojawiają się często, mają łagodny lub umiarkowany charakter i zazwyczaj nie ma konieczności przerywania leczenia. Najczęściej występują:
- zaburzenia krzepnięcia,
- drgawki, bóle głowy,
- zaburzenia przewodu pokarmowego (biegunka, nudności, wymioty),
- podwyższenie stężenia kreatyniny w osoczu,
- skórne reakcje alergiczne,
- hipokaliemia,
- tzw. uderzenia gorąca,
- podwyższenie aktywności enzymów wątrobowych oraz stężenia bilirubiny.

Rzadziej mogą pojawić się:
- bóle brzucha,
- hiperglikemia,
- epizody nadciśnieniowe,
- zaczerwienienie twarzy,
- ból w miejscu podania,
- cholestaza.

## Preparaty
- Ecalta – Pfizer – proszek zawierający 100 mg anidulafunginy i rozpuszczalnik do sporządzenia koncentratu do wlewów dożylnych.